# Julia Elena Fortún
Julia Elena Fortún Melgarejo, née en 1929 et morte en 2016, est une historienne, anthropologue, folkloriste et ethnomusicologue bolivienne, pionnière dans ce dernier domaine dans son pays.

## Biographie
Fortún nait le 9 octobre 1929 dans la ville de Sucre, mais elle vivra la majeure partie de sa vie à La Paz.
Elle obtient un diplôme d'anthropologie à Buenos Aires, en Argentine, et son doctorat en histoire à l'Université complutense de Madrid, en Espagne.
De retour en Bolivie, Fortún étudie la musique à l'Academia Eduardo Berdecio puis au Conservatorio Plurinacional de Música (es) à La Paz.
Elle meurt le 5 décembre 2016 à l'âge de 87 ans.

## Publications
- Música indígena de Bolivia (1947)
- Nuestra música folklórica (1948)
- Manual para la recolección de material folklórico (1957)
- La danza de los diablos (1960)
- La mujer aymara (1964)